# Jimmy Key
James Edward Key (né le 22 avril 1961 à Huntsville, Alabama, États-Unis) est un ancien lanceur gaucher de baseball.
Il joue 15 saisons, de 1984 à 1998, dans la Ligue majeure de baseball pour les Blue Jays de Toronto, les Yankees de New York et les Orioles de Baltimore.
Invité quatre fois aux matchs des étoiles, Jimmy Key termine à deux reprises au second rang du vote annuel désignant le gagnant du trophée Cy Young, mène le baseball majeur avec une moyenne de points mérités de 2,76 pour Toronto en 1987, gagne la Série mondiale 1992 avec les Blue Jays et la Série mondiale 1996 avec les Yankees.

## Carrière

### Blue Jays de Toronto
Jimmy Key est à l'origine repêché par les White Sox de Chicago au 10e tour de sélection en 1979, alors qu'il joue au baseball à son école secondaire de Huntsville, en Alabama. Il ignore l'offre, rejoint les Tigers de l'université de Clemson, puis signe son premier contrat professionnel avec les Blue Jays de Toronto lorsque ceux-ci en font leur choix de 3e tour à la séance de repêchage amateur de 1982
Il fait ses débuts dans le baseball majeur avec Toronto le 6 avril 1984 et est employé comme lanceur de relève à sa première saison. Il est une révélation pour les Blue Jays lorsque ceux-ci en font un lanceur partant, le rôle qui était le sien en ligues mineures, en 1985. Il aide les Blue Jays à remporter leur premier titre de la division Est de la Ligue américaine en lançant 212 manches et deux tiers cette année-là, conservant une moyenne de 3 points mérités accordés par partie. Il honore la première de ses quatre sélections aux matchs des étoiles.
En 1987, Jimmy Key maintient la meilleure moyenne de points mérités des lanceurs du baseball majeur : 2,76 en 36 départs et un record personnel de 232 manches lancées. Il termine second du vote annuel désignant le lauréat du trophée Cy Young du meilleur lanceur de la Ligue américaine derrière Roger Clemens des Red Sox de Boston. Il remporte 17 victoires contre 8 défaites en 1987.
Gagnant d'au moins 12 matchs à chaque saison de 1985 à 1992, Key représente à nouveau les Jays au match des étoiles en 1991 et fait partie de l'équipe championne de la Série mondiale 1992. 
Invaincu cet automne-là dans les séries éliminatoires, il n'accorde à Toronto qu'un point en 7 manches et deux tiers et réussit 6 retraits sur des prises pour mener les Blue Jays à une victoire de 2-1 sur les Braves d'Atlanta dans le 4e match de la Série mondiale. Lanceur gagnant de cette rencontre, le gaucher fait étalage de ses réflexes, parmi les meilleurs des lanceurs du baseball à cette époque, dès la première manche lorsqu'il décoche un rapide tir au premier but pour retirer le rapide coureur des Braves, Otis Nixon, qui s'était aventuré trop loin du coussin dans l'espoir de voler le deuxième. Key est de retour au monticule pour une présence en relève lors du 6e et dernier match de la finale, et il est à nouveau le lanceur gagnant dans la rencontre qui scelle le premier titre des Blue Jays.
Sa carrière de 9 saisons à Toronto se termine donc en apothéose, puisqu'il devient joueur autonome après ce succès.

### Yankees de New York
Le 10 décembre 1992, Jimmy Key signe un contrat de 17 millions de dollars pour 4 saisons avec les Yankees de New York. Gagnant de 48 parties contre 23 défaites au cours de ces années là-bas, Key maintient une moyenne de points méritée de 3,00 en 236 manches et deux tiers lancées en 1993 et de 3,27 en 168 manches en 1994. Il est invité au match des étoiles les deux fois. Il établit son record en carrière de 18 victoires (contre 6 défaites) en 1993 et mène les majeures avec 17 succès contre seulement 4 revers lors de la saison 1994 abrégée par la grève des joueurs. Il termine 4e du vote pour le trophée Cy Young en 1993 et 2e en 1994 derrière le lauréat David Cone des Royals de Kansas City.	
En 1995, une intervention chirurgicale à la coiffe du rotateur le limite à 5 départs et handicape ses performances la saison suivante. De retour au monticule en 1996, sa moyenne de points mérités de 4,68 en 30 départs est sa plus élevée en carrière. Néanmoins, Key ajoute une deuxième bague de champion des majeures lorsqu'il participe à la conquête de la Série mondiale 1996 avec les Yankees. Affrontant à nouveau Atlanta, il perd le second affrontement de la finale mais est le lanceur gagnant lors de la 6e et dernière partie.

### Orioles de Baltimore
Devenu agent libre, Key signe en décembre 1996 un contrat de deux ans avec les Orioles de Baltimore. Il s'était déjà engagé à retourner chez les Yankees en 1997 après que ceux-ci lui eurent proposé l'arbitrage salarial, mais peu enchanté des efforts de l'équipe pour retenir ses services, il profite de l'entrée en vigueur d'un nouveau contrat de travail dans les Ligues majeures pour réclamer le statut d'agent libre et partir vers Baltimore. Sa première année chez les Orioles en 1997 est couronnée de succès : 16 victoires et moyenne de points mérités de 3,43 en 212 manches et un tiers lancées. Mais sa vieille blessure à l'épaule ne lui offre guère de bonnes perspectives à long terme et, après avoir alterné entre le poste de lanceur partant et l'enclos de relève pour 25 matchs des Orioles en 1998, il annonce sa retraite après 15 saisons dans les majeures.

### Palmarès
De 1984 à 1998, Jimmy Key a disputé 470 matchs dans le baseball majeur, dont 389 comme lanceur partant. Sa moyenne de points mérités en carrière s'élève à 3,51 en 2 591 manches et un tiers lancées. Il compte 186 victoires, 117 défaites, 34 matchs complets, 13 blanchissages, 1 538 retraits sur des prises et 10 sauvetages en relève.
Dans les éliminatoires avec Toronto (en 1985, 1989, 1991 et 1992), New York (1996) et Baltimore (1997), il a amorcé 11 parties et fait 3 présences en relève. Sa moyenne de points mérités se chiffre à 3,15 en 68 manchs et deux tiers lancées, avec 5 victoires, 3 défaites et 35 retraits au bâton. Il compte 3 victoires contre une défaite et une moyenne de points mérités de 2,66 en 20 manches et un tiers lancées lors des deux Séries mondiales auxquelles il a participé.